# Ivanje (Cres)
Pour les articles homonymes, voir Ivanje.
Ivanje est une localité de Croatie située dans la municipalité de Cres, dans le comitat de Primorje-Gorski Kotar. En 2001, la localité comptait 3 habitants.

## Démographie
| 1948 | 1953 | 1961 | 1971 | 1981 | 1991 | 2001 |
| ---- | ---- | ---- | ---- | ---- | ---- | ---- |
| 108  | 49   | 41   | 17   | 9    | 9    | 3    |